# Zoo (Wuppertal)
Das Wuppertaler Wohnquartier Zoo ist eines von sieben Quartieren des Stadtbezirks Elberfeld-West.

## Geographie
Das 2,32 km² große Wohnquartier wird im Westen durch die Wupper, im Norden von der Wupper und der Bahnstrecke Düsseldorf–Elberfeld, im Süden von der Landesstraße 418 im unteren Rutenbecker Bachtal begrenzt. Die Ostgrenze zum Wohnquartier Friedrichsberg verläuft über den Kiesberg und die Königshöhe.
Die Wohnbebauung konzentriert sich in zwei Villenvierteln, dem Wuppertaler Zooviertel und der Siedlung Waldesruh auf dem Boltenberg sowie der östlich des Zooviertels am Hang gelegenen, 1929/30 als gemeinnütziger Wohnungsbau errichteten Siedlung Heimatplan. Der südliche und östliche Teil des Wohnquartiers wird von dem Erholungswald im Staatsforst Burgholz und der Königshöhe mit dem Sommerhaus Von-der-Heydt eingenommen. Auf dem Kiesberg befindet sich der Von-der-Heydt-Turm. Die Trasse der Burgholzbahn durchquert das Wohnquartier und durchläuft auch den Wuppertaler Zoo, der im Zooviertel südlich des Stadions am Zoo liegt. Als weitere Sportstätte wäre die Bayer-Sporthalle Unten vorm Steeg zu nennen, die Trainingsstätte der Mannschaft des SV Bayer Wuppertal. Die einzige Schule (Grundschule) befindet sich und der Donarstraße.
Zu den ursprünglichen Ortslagen und Wohnplätzen im Quartier zählen Boltenberg, Am Elend, Elendstal, Kaisersbusch, In den Hülsen, Pickartsberg, Unten vorm Steeg und Vollmerhausen. Im Zoo und dem angrenzenden Villenbereich aufgegangen sind Am Kothen, Oben vorm Steeg und Kaisersbusch. An der Weide wurde für die Bahnstrecke Düsseldorf–Elberfeld abgetragen.

## Verkehr

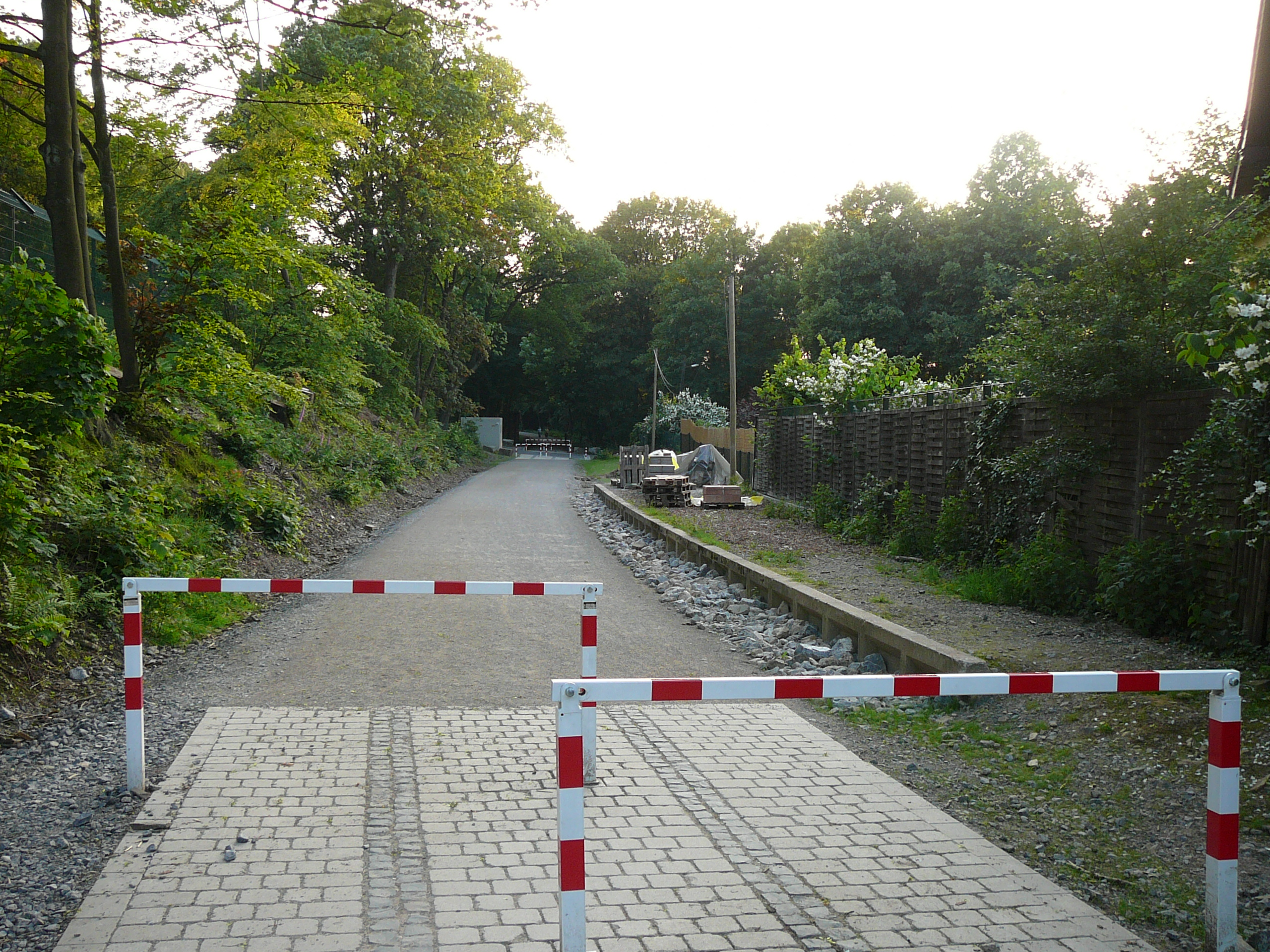
Der ehemalige Haltepunkt am Boltenberg

Über den Bahnhof Zoo und die Wuppertaler Schwebebahn ist das Wohnquartier gut an den ÖPNV angebunden.
Die einspurige stillgelegte Eisenbahnstrecke „Cronenberger Samba“ durchquerte das Wohnquartier. Der Haltepunkt Wuppertal-Boltenberg, der rund 1,1 Kilometer Luftlinie entfernt der Ortslage Boltenberg lag, war ein beliebter Ausgangspunkt für Spaziergänge im Staatsforst Burgholz. Außerdem war von hier aus das Stadion gut zu erreichen, zu Zeiten, da der Wuppertaler Sportverein WSV in der 1. Bundesliga spielte, wurden die Züge zu Spieltagen verlängert. Der Haltepunkt ist nach dem Villenviertel südlich von Sonnborn benannt, er erschließt aber auch das Zooviertel – an dem der Haltepunkt noch näher liegt.
Er wurde unter dem Namen Elberfeld-Boltenberg 1905 nachträglich eingerichtet. Er wurde 1930 in Boltenberg, 1950 in Wuppertal-Boltenberg umbenannt. 1988 wurde die Strecke stillgelegt, die Trasse wurde im Rahmen der Regionale 2006 in einem Rad- und Wanderweg umgebaut.